# 10 mai 1946
Le vendredi 10 mai 1946 est le 130e jour de l'année 1946.

## Naissances
- Bernard Lugan, historien français
- Birutė Galdikas, primatologue canadienne
- Chandiroor Divakaran, écrivain indien
- Dave Mason, chanteur et guitariste de pop-rock, fondateur et membre du groupe Traffic
- Donovan, auteur-compositeur-interprète et guitariste écossais
- Graham Gouldman, chanteur, musicien et parolier anglais
- Henri Ronse (mort le 12 décembre 2010), metteur en scène belge de théâtre et d’opéra
- Kun-Woo Paik, pianiste coréen
- Luciana Sbarbati, politicienne italienne
- Maureen Lipman, actrice britannique
- Michel Suchod, personnalité politique française
- Michelangelo, musicien allemand
- Piotr Paleczny, pianiste polonais
- Necula Răducanu, footballeur roumain
- Ruedi Imbach, philosophe suisse
- Theanó Fotíou, architecte grecque

## Décès
- Henri Jardin (né le 23 juin 1881), athlète français
- Henri Lebocq (né le 29 décembre 1861), militaire français
- Louis Poisot (né le 21 janvier 1881), général français